# 추리의 여왕 2
《추리의 여왕 2》는 2018년 2월 28일부터 2018년 4월 19일까지 KBS 2TV에서 방영된 수목 미니시리즈이다. 당초 2018년 2월 21일에 첫 방송할 예정이였지만, 평창 2018년 동계 올림픽 중계 방송 관계로, 2018년 2월 28일에 첫 방송되었다.
이 드라마는 국내 제작 드라마 중 유일무이하게 명탐정 코난 등 미스터리적인 요소를 가미한 퍼스트 웰메이드 추리물의 안티테제로, 시즌 1을 시청했던 수많은 시청자들의 계속적인 요구에 따라 기획한 작품으로, 시청자들에게 또 하나의 전환점을 제공한 드라마다.

## 줄거리
장바구니를 던져버린 설옥과 막강한 추리군단을 거느리고 돌아온 완승이 크고 작은 사건을 해결하며 숨겨진 진실을 밝혀내는 생활 밀착형 퍼스트 미스터리 추리 드라마.

## 등장 인물

### 주요 인물
- 최강희 : 유설옥 역 (아역 송수현)
- 권상우 : 하완승 역
- 이다희 : 정희연 역
- 박병은 : 우성하 역
- 김현숙 : 김경미 역

### 중진서 밉상들
- 김원해 : 조인호 과장 역
- 오민석 : 계성우 팀장 역
- 홍기준 : 육승화 경사 역
- 김종수 : 신장구 서장 역
- 권민아 : 신나라 순경 역

### 미스터리 추리군단
- 김민상 : 황재민 팀장 역
- 민성욱 : 공한민 경장 역
- 장유상 : 김문기 이경 역
- 딘딘 : MC J 방재순 역
- 김종현 : 이선호 순경 역

### 완승의 주변 인물
- 김태우 : 하지승 역
- 박지일 : 강보국 역

### 그 외 인물
- 송영재
- 동윤석
- 김형민
- 김지은
- 송현재
- 김보라
- 김지현
- 윤종인
- 손소망 : 조수진 역
- 이채원
- 안수빈
- 정수인 : 김경진 여경 역
- 이선영
- 이상필
- 김선근
- 차명욱 : 트럭 주인 역
- 박민수 : 원재 역
- 김주령 : 원재의 어머니 역
- 김준원 : 원재의 아버지 역
- 엄채영 : 예나 역
- 김영선
- 박유림 : 제느와주 4호점의 직원 역
- 박승태
- 박윤식
- 김익태
- 박용
- 정동근
- 조우리 : 윤미주 역
- 이문수 : 이황식 역
- 김진엽 : 이인호 역
- 장인섭 : 우철 역
- 하회정 : 고시환 역
- 신승용
- 김난희
- 차인하
- 배호근 : 김영선 역 - 기숙학원 사감
- 이문정 : 박인애 역 - 기숙학원 경리
- 강율
- 임지현
- 장인호
- 이자령
- 박영수 : 오성태 역 - 기숙학원 직원
- 하윤경 : 강주연 역
- 이지현 : 이영숙 역 - 기용섭의 부인
- 차상미
- 이보라
- 박규영 : 장세연 역 - 장명훈&박경자의 딸
- 김재일
- 백승철 : 기용섭 역 - 장명훈의 동업자
- 허선행
- 고진수
- 강현정
- 홍솔
- 조희
- 홍성덕 : 장명훈 역
- 김효송 : 경찰 역
- 권혁현 : 경찰 역
- 배다빈 : 김한나 역 - 바바리맨 사건 피해자
- 김노진 : 심지은 역 - 바바리맨 사건 피해자
- 송지호 : 원주석 역
- 배우리
- 김태랑
- 이인아
- 나석민
- 정동근

### 특별 출연
- 이용녀
- 박준금 : 박경숙 역
- 정인기 : 장우섭 역
- 안길강 : 배광태 역
- 전수경 : 남복순 역
- 이선희
- 황인성
- 이지애
- 장광 : 하재호 역
- 동하 : 박기범 역
- 홍수현 : 서현수 / 주현아 역
- 황영희 : 박경자 역 - 장명훈의 아내
- 박규영 : 장세연 역 - (MC J 매니저와 결혼하는 예비 형수 / 아버지 실종사건을 유설옥에게 의뢰)
- 이지현 : 이영숙 역 - 기용섭 아내 (장명훈을 사모)
- 백승철 : 기용섭 역 - 실종자 장명훈 동업자 : 인력사무소 (이영숙 남편)

## 시청률
최저 시청률과 최고 시청률은 시청률 조사회사와 지역별로 시청률에 차이가 있을 수 있습니다.
| 2018년      | 2018년      | 2018년         | 2018년       | 2018년         | 2018년       |
| 회차        | 방송일      | TNmS 시청률    | TNmS 시청률  | AGB 시청률     | AGB 시청률   |
| 회차        | 방송일      | 대한민국(전국) | 서울(수도권) | 대한민국(전국) | 서울(수도권) |
| ----------- | ----------- | -------------- | ------------ | -------------- | ------------ |
| 제1회       | 2월 28일    | 6.2%           | 6.5%         | 5.9%           | 6.3%         |
| 제2회       | 3월 1일     | 7.6%           | 7.7%         | 6.5%           | 6.4%         |
| 제3회       | 3월 7일     | 5.4%           | 5.6%         | 4.7%           | 4.9%         |
| 제4회       | 3월 8일     | 6.2%           | 6.4%         | 4.8%           | 5.0%         |
| 제5회       | 3월 14일    | 6.0%           | 6.1%         | 5.2%           | 5.2%         |
| 제6회       | 3월 15일    | 5.8%           | 5.9%         | 5.6%           | 5.7%         |
| 제7회       | 3월 21일    | 6.4%           | 6.6%         | 4.7%           | 4.9%         |
| 제8회       | 3월 22일    | 6.2%           | 6.3%         | 4.7%           | 4.8%         |
| 제9회       | 3월 28일    | 7.6%           | 7.9%         | 6.8%           | 6.5%         |
| 제10회      | 3월 29일    | 6.6%           | 6.8%         | 6.7%           | 6.5%         |
| 제11회      | 4월 4일     | 7.1%           | 7.2%         | 6.6%           | 6.6%         |
| 제12회      | 4월 5일     | 6.7%           | 7.0%         | 6.6%           | 5.9%         |
| 제13회      | 4월 11일    | 7.8%           | 8.1%         | 7.2%           | 6.8%         |
| 제14회      | 4월 12일    | 7.5%           | 7.8%         | 7.3%           | 5.9%         |
| 제15회      | 4월 18일    | 7.4%           | 7.5%         | 7.2%           | 7.2%         |
| 제16회      | 4월 19일    | 8.1%           | 8.4%         | 7.8%           | 7.5%         |
| 평균 시청률 | 평균 시청률 | 6.8%           | 7.0%         | 6.1%           | 6.0%         |

## 동시간대 드라마
- MBC 수목 미니시리즈

《하얀거탑》 (2018년 1월 22일 ~ 2018년 3월 15일)
《손 꼭 잡고, 지는 석양을 바라보자》 (2018년 3월 21일 ~ 2018년 5월 10일)
- SBS 드라마 스페셜

《리턴》 (2018년 1월 17일 ~ 2018년 3월 22일)
《스위치 - 세상을 바꿔라》 (2018년 3월 28일 ~ 2018년 5월 17일)

## 같이 보기
- 형사 드라마
- 대한민국의 텔레비전 드라마 목록 (ㅊ)
- 2018년 대한민국의 텔레비전 드라마 목록